# Auburn (Illinois)
Auburn város az USA Illinois államában, Sangamon megyében. Lakosainak száma 4574 fő (2020. április 1.).

## Népesség
A település népességének változása:

| 2010 | 4 771 |
| 2020 | 4 574 |